# Božje mesto
Božje mesto (v izvirniku portugalsko Cidade de Deus) je brazilski dramski film, posnet leta 2002 po istoimenskem romanu Paula Linsa iz leta 1997. Film je režiral Fernando Meirellesgg, scenarij pa je napisal Bráulio Mantovani. Zgodba, ki temelji na resničnih dogodkih, opisuje porast organiziranega kriminala v revnem predmestju Ria de Jaineira, imenovanem Cidade de Deus, med koncem 60. ter začetkom 80. let. Spremlja življenjsko zgodbo dveh glavnih junakov, ki izbereta različni poti – eden podleže okoliščinam ter postane preprodajalec drog, drugi pa se upre kriminalu in doživi uspeh kot poklicni fotograf.
V glavnih vlogah nastopajo Alexandre Rodrigues, Leandro Firmino da Hora, Jonathan Haagensen, Douglas Silva, Alice Braga in Seu Jorge, ki večinoma tudi v resnici živijo v revnih favelah, kot sta Vidigal ter sam Cidade de Deus.  
Leta 2004 je bil film nominiran za oskarja v kategorijah najboljša fotografija (César Charlone), najboljša režija (Fernando Meirelles), najboljša montaža (Daniel Rezende) in najboljši prirejeni scenarij (Bráulio Mantovani). Že pred tem je bil leta 2003 brazilski predstavnik v boju za tujejezičnega oskarja, a se mu ni uspelo uvrstiti v ožji izbor petih finalistov.